# Centaurea pubescens
Centaurea pubescens — вид квіткових рослин родини айстрових (Asteraceae). Ареал: Алжир, Марокко, Іспанія, Туніс.

## Середовище
Населяє скелясті схили.

## Морфологічна характеристика
Це напівкущик 15–45 см заввишки, сіро-волосистий. Прикореневі листки 1–2-перистороздільні, стеблові менші. Квіткові голови поодинокі. Обгортка яйцеподібна. Квіточки жовті. Період цвітіння: пізня весна, літо.